# پیتر فینچام
پیتر فینچام (انگلیسی: Peter Fincham؛ زادهٔ ۲۶ ژوئیهٔ ۱۹۵۶) تهیه‌کننده تلویزیونی اهل بریتانیا است.
از فیلم‌ها یا مجموعه‌های تلویزیونی که وی در آن‌ها نقش داشته است، می‌توان به مجموعه مستندهای پانوراما، وحشتناک‌ترین قتل و رابین هود اشاره نمود.